# Crossostylis cominsii
Crossostylis cominsii là một loài thực vật có hoa trong họ Rhizophoraceae. Loài này được Hemsl. mô tả khoa học đầu tiên năm 1894.